# Риелерос де Агуаскальентес
«Риелерос де Агуаскальентес» (исп. Rieleros de Aguascalientes, англ. Aguascalientes Railroaders) — мексиканский профессиональный бейсбольный клуб из одноимённого города. Команда основана в 1975 году. Выступает в Северном дивизионе Мексиканской бейсбольной лиги. В период с 2008 по 2012 год команда выступала под названием «Теколотес де Нуэво-Ларедо».

## История

### Бейсбол в Агуаскальентесе
Бейсбол в городе появился в начале XX века во время строительства железной дороги. В марте 1902 года состоялась первая игра между командами мексиканских и американских рабочих. Спорт стал набирать популярность среди местных жителей и в 1903 году Антиоко Рамирес организовал команду «Кальдерерос 1903». В конце первого десятилетия XX века на месте старых железнодорожных мастерских был построен первый стадион — «Арболедас».
В начале 1930-х годов была основана национальная бейсбольная лига. В городе был построен новый стадион — «Эль-Парке Обреро», на котором играли одни из первых мексиканских профессиональных бейсболистов Тирсо де Анда и Альберто Ромо Чавес. Стадион сгорел 24 июня 1945 года, но в бейсбол продолжали играть на этом же месте, оборудовав сидячие места для зрителей.
В 1946 году местная команда вступила в Центральную лигу. Тогда же был открыт стадион «Парке Агуаскальентес», который сейчас является домашней ареной «Риелерос» и носит имя Альберто Ромо Чавеса. В сезоне 1946 года несколько игр в Агуаскальентесе провела и команда «Тунерос де Сан-Луис», что способствовало привлечению зрителей на трибуны. Звёздами команды в то время были Альберто Чавес, Франсиско Ромо и Сальвадор Прадо. Клуб выступал в Центральной лиге в 1946, 1947, 1951 и 1952 годах. В 1953 году была основана Мексиканская лига, в которую команда не вошла.

### Современная команда
Бейсбол вернулся в город в 1975 году когда Рауль Медина Рейес и Педро Барбоса основали новую команду. Они организовали продажу акций команды, благодаря чему удалось получить дополнительные средства. Клуб получил название «Риелерос» в честь рабочих железных дорог, принесших бейсбол в город.
В 1978 году команда впервые в своей истории выиграла чемпионский титул, в финальной серии обыграв «Альгодонерос де Унион Лагуна» в пяти матчах. Лидером команды был питчер Орасио Пинья, ранее выступавший в Главной лиге бейсбола и становившийся чемпионом Мировой серии в составе «Окленд Атлетикс». Пинья одержал 21-у победу при 4-х поражениях, его пропускаемость ERA составил 1,94. В том же сезоне он сыграл совершенную игру. Отлично сыграло и нападение — у пяти игроков показатель отбивания превысил 30 %.
В 2012 году команда второй раз в истории дошла до финала плей-офф, в котором уступила «Рохос дель Агила де Веракрус» в семи матчах.

## Стадион
Домашние игры команда проводит на стадионе «Парке Альберто Ромо Чавес», вмещающем 9 000 зрителей. Боллпарк был открыт 20 апреля 1946 года, реконструирован в 2003—2004 годах.

## Текущий состав
По состоянию на 27 марта 2018 года

| Питчеры: - 3 Карлос Чавес - 4 Гейб Агилар - 17 Браулио Торрес-Перес - 19 Хулио Феликс - 22 Андрес Иван Меса - 33 Рой Меррит - 35 Марк Саймон - 36 Франсиско Дель Росарио - 37 Энтони Картер - 40 Брэндон Кинтеро - 46 Карлос Фишер - 48 Ариэль Пенья - 58 Йохан Фланде - 61 Франсиско Морено - 66 Линдер Кастро - 77 Гильермо Трухильо | Кэтчеры: - 38 Карлос Родригес - 53 Хенаро Андраде Инфилдеры: - 5 Сауль Сото - 6 Ричи Педроса - 9 Эдсон Гарсия - 11 Альдо Флорес - 13 Хосе Варгас - 16 Арель Кампой - 18 Феликс Перес - 23 Майкл Уинг | Аутфилдеры: - 12 Амилькар Гомес - 24 Тони Кампана - 29 Кристиан Пресичи - 31 Хорхе Гонсалес - 48 Элиезер Ортис | Менеджер: - 27 Омар Рохас |